# Aghsán
Aghsán (Arabisch: ﺍﻏﺼﺎﻥ, "Takken"), is een term in de literatuur van het Bahá'í-geloof die verwijst naar de mannelijke nakomelingen van Bahá'u'lláh.
Het heeft bijzondere gevolgen gehad, niet alleen voor de verdeling van eigendommen, maar ook voor de opvolging na het stervan van Bahá'u'lláh en van zijn zoon 'Abdu'l-Bahá.